# Campeonato de Segunda División 1929 (Argentina)
El Campeonato de Segunda División 1929 fue el trigésimo primer torneo de Segunda División y el vigésimo noveno campeonato de la cuarta categoría. Fue organizado por la Asociación Amateurs Argentina de Football.
El torneo consagró campeón por primera vez a Boca Juniors III, tras vencer en la final por 2 a 1 a Loma Juniors, que obtuvo el ascenso.

## Ascensos y descensos
| Pos.  | Ascendidos a División Intermedia 1929 |
| ----- | ------------------------------------- |
| Red.  | Tomás Edison                          |
| s/d   | Florida                               |
| s/d   | Saavedra                              |
| Prom. | Independiente San Miguel              |

### Incorporaciones
| Retirados    |
| ------------ |
| Platense III |

## Sistema de disputa
Los participantes fueron divididos en siete zonas, tres de seis equipos, dos de siete equipos y dos de ocho equipos, donde se enfrentaron bajo el sistema de todos contra todos a dos ruedas. En caso de empate en puntos en el primer puesto se disputó un desempate. El ganador de cada zona avanzó a la fase final, donde se enfrentaron a eliminación directa, a partido único, hasta consagrar a un campeón.

### Ascensos
El campeón o, en su defecto, el participante mejor posicionado que no tuviera equipo en las divisiones superiores, obtuvo el ascenso.

## Equipos participantes
| Equipo                          | Ciudad               |
| ------------------------------- | -------------------- |
| Adrogué III                     | Adrogué              |
| Almirante Brown                 | Adrogué              |
| América                         |                      |
| American                        | Buenos Aires         |
| Argentino de Quilmes III        | Quilmes              |
| Argentinos Juniors III          | Buenos Aires         |
| Atlanta III                     | Buenos Aires         |
| Azul y Blanco                   |                      |
| Banfield III                    | Banfield             |
| Barracas III                    | Buenos Aires         |
| Barracas Central III            | Buenos Aires         |
| Boca Juniors III                | Buenos Aires         |
| Boulogne                        | Buenos Aires         |
| Buenos Aires III                | Dock Sud             |
| Casal Catalá                    |                      |
| Chiclana                        |                      |
| Dock Sud III                    | Dock Sud             |
| Esmeralda                       |                      |
| Estudiantes III                 | Buenos Aires         |
| Estudiantil Porteño III         | Buenos Aires         |
| Flores Central                  |                      |
| Gimnasia y Esgrima La Plata III | La Plata             |
| Huracán III                     | Buenos Aires         |
| Huracán de Lanús                | Lanús                |
| Independiente III               | Avellaneda           |
| José Altube                     | José C. Paz          |
| La Paternal III                 | Buenos Aires         |
| Lanús III                       | Lanús                |
| Lincoln                         | Buenos Aires         |
| Loma Juniors                    |                      |
| Olimpo                          |                      |
| Palermo III                     | Buenos Aires         |
| Parmenio Piñero                 |                      |
| Peñarol                         | Boulogne             |
| Porteño III                     | Buenos Aires         |
| Racing III                      | Avellaneda           |
| Rivarola                        |                      |
| River Plate III                 | Buenos Aires         |
| San Cristobal                   | Buenos Aires         |
| Sportivo San Bernardo           | Buenos Aires         |
| Talleres III                    | Remedios de Escalada |
| Tiro Federal                    |                      |
| Unidos de Quilmes               | Quilmes              |
| Unión de Lanús                  | Lanús                |
| Unión y Progreso                |                      |
| Villa Adelina                   | Villa Adelina        |
| Villa Furst                     | Buenos Aires         |
| Vulcano                         |                      |

## Fase de zonas

### Zona 1

#### Tabla de posiciones
| Pos. | Equipo                 | Pts. | J  | G | E | P  |
| ---- | ---------------------- | ---- | -- | - | - | -- |
| 1.º  | River Plate III        | 16   | 10 | 7 | 2 | 1  |
| 2.º  | Atlanta III            | 15   | 10 | 7 | 1 | 2  |
| 3.º  | Sp. Palermo III        | 13   | 10 | 5 | 3 | 2  |
| 4.º  | Argentinos Juniors III | 12   | 10 | 5 | 2 | 3  |
| 5.º  | La Paternal III        | 4    | 10 | 2 | 0 | 8  |
| 6.º  | Estudiantes III        | 0    | 10 | 0 | 0 | 10 |

|  | Clasificado a la fase final. |

### Zona 2

#### Tabla de posiciones
| Pos. | Equipo                          | Pts. | J  | G | E | P |
| ---- | ------------------------------- | ---- | -- | - | - | - |
| 1.º  | Talleres III                    | 17   | 10 | 8 | 1 | 1 |
| 2.º  | Racing III                      | 14   | 10 | 7 | 0 | 3 |
| 3.º  | Independiente III               | 13   | 10 | 6 | 1 | 3 |
| 4.º  | Banfield III                    | 10   | 10 | 5 | 0 | 5 |
| 5.º  | Lanús III                       | 4    | 10 | 2 | 0 | 8 |
| 6.º  | Adrogué III                     | 2    | 10 | 1 | 0 | 9 |
| —    | Argentino de Quilmes III        | —    | —  | — | — | — |
| —    | Gimnasia y Esgrima La Plata III | —    | —  | — | — | — |

|  | Clasificado a la fase final. |

### Zona 3

#### Tabla de posiciones
| Pos. | Equipo             | Pts. | J  | G | E | P  |
| ---- | ------------------ | ---- | -- | - | - | -- |
| 1.º  | Peñarol            | 19   | 12 | 8 | 3 | 1  |
| 2.º  | San Cristobal      | 18   | 12 | 8 | 2 | 2  |
| 3.º  | Munro              | 17   | 12 | 8 | 1 | 3  |
| 4.º  | Tomás Edison       | 11   | 12 | 5 | 1 | 6  |
| 5.º  | American           | 9    | 12 | 4 | 1 | 7  |
| 6.º  | Sportivo Atlántida | 6    | 12 | 2 | 2 | 8  |
| 7.º  | Boulogne           | 2    | 12 | 1 | 0 | 11 |

|  | Clasificado a la fase final. |

### Zona 4

#### Tabla de posiciones
| Pos. | Equipo           | Pts. | J  | G | E | P |
| ---- | ---------------- | ---- | -- | - | - | - |
| 1.º  | Boulogne         | 17   | 10 | 8 | 1 | 1 |
| 2.º  | American         | 14   | 10 | 6 | 2 | 2 |
| 3.º  | Villa Adelina    | 10   | 10 | 4 | 2 | 4 |
| 4.º  | Peñarol          | 9    | 10 | 4 | 1 | 5 |
| 5.º  | Azul y Blanco    | 7    | 10 | 3 | 1 | 6 |
| 6.º  | Unión y Progreso | 3    | 10 | 1 | 1 | 8 |

|  | Clasificado a la fase final. |

### Zona 5

#### Tabla de posiciones
| Pos. | Equipo                | Pts. | J | G | E | P |
| ---- | --------------------- | ---- | - | - | - | - |
| 1.º  | José Altube           | 14   | 8 | 7 | 0 | 1 |
| 2.º  | Lincoln               | 12   | 8 | 6 | 0 | 2 |
| 3.º  | Sportivo San Bernardo | 7    | 8 | 3 | 1 | 4 |
| 4.º  | Villa Furst           | 7    | 8 | 3 | 1 | 4 |
| 5.º  | América               | 0    | 8 | 0 | 0 | 8 |
| —    | Olimpo                | —    | — | — | — | — |

|  | Clasificado a la fase final. |

### Zona 6

#### Tabla de posiciones
| Pos. | Equipo              | Pts. | J  | G  | E | P |
| ---- | ------------------- | ---- | -- | -- | - | - |
| 1.º  | Huracán de Lanús    | 20   | 12 | 10 | 0 | 2 |
| 2.º  | Tiro Federal        | 18   | 12 | 8  | 2 | 2 |
| 3.º  | Rivarola            | 16   | 12 | 8  | 0 | 4 |
| 4.º  | Esmeralda           | 11   | 12 | 4  | 3 | 5 |
| 5.º  | Unión de Lanús      | 8    | 12 | 3  | 2 | 7 |
| 6.º  | Almirante Brown (A) | 7    | 12 | 3  | 1 | 8 |
| 7.º  | Unidos de Quilmes   | 4    | 12 | 1  | 2 | 9 |
| —    | Casal Catalá        | —    | —  | —  | — | — |

|  | Clasificado a la fase final. |

### Zona 7

#### Tabla de posiciones
| Pos. | Equipo          | Pts. | J  | G | E | P |
| ---- | --------------- | ---- | -- | - | - | - |
| 1.º  | Loma Juniors    | 17   | 10 | 8 | 1 | 1 |
| 2.º  | Flores Central  | 14   | 10 | 6 | 2 | 2 |
| 3.º  | Chiclana        | 12   | 10 | 5 | 2 | 3 |
| 4.º  | Parmenio Piñero | 7    | 10 | 3 | 1 | 6 |
| 5.º  | Colón           | 5    | 10 | 2 | 1 | 7 |
| 6.º  | San Cristobal   | 5    | 10 | 2 | 1 | 7 |
| —    | Vulcano         | —    | —  | — | — | — |

|  | Clasificado a la fase final. |

## Fase final

### Cuadro de desarrollo
|  | Cuartos de final | Cuartos de final | Cuartos de final |                  |          | Semifinales      | Semifinales | Semifinales |  |              | Final        | Final | Final |  |
|  |                  |                  |                  |                  |          |                  |             |             |  |              |              |       |       |  |
|  |                  |                  |                  |                  |          |                  |             |             |  |              |              |       |       |  |
|  | 6                | Huracán de Lanús | 0                |                  |          |                  |             |             |  |              |              |       |       |  |
|  | 6                | Huracán de Lanús | 0                |                  |          |                  |             |             |  |              |              |       |       |  |
|  | 4                | Boulogne         | 1                |                  |          |                  |             |             |  |              |              |       |       |  |
|  | 4                | Boulogne         | 1                |                  | Boulogne | Boulogne         | 2           |             |  |              |              |       |       |  |
|  |                  |                  |                  |                  | Boulogne | Boulogne         | 2           |             |  |              |              |       |       |  |
|  |                  |                  | Loma Juniors     | Loma Juniors     | 5        |                  |             |             |  |              |              |       |       |  |
|  | 5                | José Altube      | Loma Juniors     | Loma Juniors     | 5        | 1                |             |             |  |              |              |       |       |  |
|  | 5                | José Altube      |                  |                  |          |                  |             |             |  |              |              |       |       |  |
|  | 7                | Loma Juniors     | 2                |                  |          |                  |             |             |  |              |              |       |       |  |
|  | 7                | Loma Juniors     | 2                |                  |          |                  |             |             |  | Loma Juniors | Loma Juniors | 1     |       |  |
|  |                  |                  |                  |                  |          |                  |             |             |  | Loma Juniors | Loma Juniors | 1     |       |  |
|  |                  |                  | Boca Juniors III | Boca Juniors III | 2        |                  |             |             |  |              |              |       |       |  |
|  | 1                | River Plate III  | Boca Juniors III | Boca Juniors III | 2        | 0                |             |             |  |              |              |       |       |  |
|  | 1                | River Plate III  |                  |                  |          |                  |             |             |  |              |              |       |       |  |
|  | 3                | Boca Juniors III | 2                |                  |          |                  |             |             |  |              |              |       |       |  |
|  | 3                | Boca Juniors III | 2                |                  |          | Boca Juniors III | 1           |             |  |              |              |       |       |  |
|  |                  |                  |                  |                  |          | Boca Juniors III | 1           |             |  |              |              |       |       |  |
|  |                  |                  | 2                | Talleres III     | 0        |                  |             |             |  |              |              |       |       |  |
|  |                  |                  | 2                | Talleres III     | 0        |                  |             |             |  |              |              |       |       |  |
|  |                  |                  |                  |                  |          |                  |             |             |  |              |              |       |       |  |
|  |                  |                  |                  |                  |          |                  |             |             |  |              |              |       |       |  |
|  |                  |                  |                  |                  |          |                  |             |             |  |              |              |       |       |  |
|  |                  |                  |                  |                  |          |                  |             |             |  |              |              |       |       |  |

### Cuartos de final
|  | Huracán de Lanús | 0:1 | Boulogne |  |  |

|  | José Altube | 1:2 | Loma Juniors |  |  |

|  | River Plate III | 0:2 | Boca Juniors III |  |  |

### Semifinales
|  | Boulogne | 0:0 | Loma Juniors |  |  |

|  | Boca Juniors III | 1:0 | Talleres III |  |  |

#### Desempate
|  | Boulogne | 2:5 | Loma Juniors |  |  |

### Final
|  | Loma Juniors | 1:2 | Boca Juniors III |  |  |

|                                      |
|                                      |
| Campeón Boca Juniors III 1.er título |